# Luigi Vari
Mons. Luigi Vari (* 2. března 1957 Segni) je italský římskokatolický duchovní a arcibiskup Gaety.

## Život
Narodil se 2. března 1957 v Segni.
Vstoupil do Papežské leoniánské koleje v Anagni. Po teologickém studiu byl 13. září 1980 biskupem Dante Berninim vysvěcen na kněze a inkardinován do diecéze Segni. Následně odešel do Říma, kde se věnoval studiu biblistiky na Papežském biblickém institutu. Od roku 1983 byl farním vikářem farnosti Santa Maria in Trivio ve Velletri.
Roku 1987 se stal diecézním asistentem Katolické akce a regionálním asistentem akce v sektoru mládeže. O několik let později byl ustanoven farářem ve Valmontone. Je absolventem doktorského studia teologie Papežské univerzity svatého Tomáše Akvinského. Věnoval se akademické činnosti v Papežské leoniánské koleji a na Papežské fakultě Teresianum. Od roku 1995, až do jmenování arcibiskupem byl také biskupským vikářem pro pastoraci.
Dne 21. dubna 2016 jej papež František jmenoval arcibiskupem Gaety. Biskupské svěcení přijal 21. června z rukou biskupa Vincenza Apicelly a spolusvětiteli byli arcibiskup Fabio Bernardo D'Onorio a biskup Lorenzo Loppa.